# Сильвеннойнен, Лаури
Лаури Сильвеннойнен (фин. Lauri Silvennoinen; 7 ноября 1916 года, Кесялахти, Финляндия — 24 декабря 2004 года, Лахти) — финский лыжник, призёр Олимпийских игр 1948 года.

## Карьера
На Олимпийских играх 1948 года в Санкт-Морице, завоевал серебряную медаль эстафете, в которой он бежал первый этап и завершил его на 2-м месте, проигрывая лидирующим шведам около 2-х минут. В индивидуальных гонках олимпийского турнира участия не принимал.
На чемпионате мира 1938 года занял 32-е место в гонке на 18 км. На чемпионате мира 1941 года завоевал золотую медаль в эстафете и бронзовую медаль в гонке на 18 км, но результаты этого чемпионата были отменены ФИС в 1946 году, в связи с ограниченным количеством участников.
На чемпионатах Финляндии побеждал 6 раз, 1 раз в гонке на 18 км, 1 раз в гонке на 30 км и 4 раза в эстафете.
После завершения спортивной карьеры работал в полиции имел звание сержанта.